# Asphondylia clinopodiiflorae
Asphondylia clinopodiiflorae är en tvåvingeart som beskrevs av Fedotova 2003. Asphondylia clinopodiiflorae ingår i släktet Asphondylia och familjen gallmyggor. Inga underarter finns listade i Catalogue of Life.